# Anne Baker
Anne Edith Baker (Bournemouth, 7 augustus 1948) is een emeritus hoogleraar algemene taalwetenschap aan de Universiteit van Amsterdam. Ze speelde in Nederland een voortrekkersrol in de studie naar gebarentaal.

## Biografie
Baker werd geboren in het Verenigd Koninkrijk en heeft verschillende talen (Frans, Duits, Italiaans) bestudeerd, ook in het kader van een tolkopleiding. Ze haalde haar bachelorgraad Frans en Duits in 1971 aan de Keele-universiteit en promoveerde in 1975 aan de Universiteit van York op Parallel studies in first and second language acquisition in German. Ze werkte daarna aan de Universiteit Tübingen in Duitsland en voltooide haar Doctor habilitatus met het boek The acquisition of gender in German and English. In 1981 werkte ze mee aan een Europese studie over Child language research in ESF countries. An inventory. Aanvankelijk hield ze zich vooral bezig met taalverwerving en taalontwikkelingsstoornissen bij kinderen, waaronder ook taalverwerving bij blinde kinderen.
Per 1 juni 1988 werd ze benoemd aan de Universiteit van Amsterdam tot gewoon hoogleraar algemene taalwetenschap, in het bijzonder de psycholinguïstiek en taalpathologie; ze inaugureerde op 20 november 1989  met Variatie en taalontwikkeling: Psammetichus revisited. Ze specialiseerde zich ook in gebarentalen en zat de commissie voor die in 1997 een rapport uitbracht over de erkenning van de Nederlandse Gebarentaal. Per 1 februari 1999 werd haar leeropdracht algemene taalwetenschap, in het bijzonder de psycholinguïstiek en taalpathologie, alsmede de Nederlandse gebarentaal; ze inaugureerde nu op Variations on a theme: verschil tussen en in gebarentalen. In 2012 werkte ze mee aan Taal en taalwetenschap, een handboek waarvan in 2016 een vijfde editie verscheen. Per 1 augustus 2013 ging ze met emeritaat. In 2014 werd zij benoemd tot Ridder in de Orde van de Nederlandse Leeuw.
Prof. dr. A.E. Baker is ook sinds 2009 bijzonder hoogleraar aan de Universiteit Stellenbosch in Zuid-Afrika.  

### Eigen werk
- Parallel studies in first and second language acquisition in German. York, 1975.
  - First and second language acquisition in German. A parallel study. A revision edition. Ludwigsburg, 1977.
- The acquisition of gender. A study of English and German. Berlin [etc.], 1986.
- Kinderverhalen, geen sprookjes. Amsterdam, 1996 (vijfde P.C. Hooftlezing, uitgesproken op 14 december 1995).

### Redactie
- Language acquisition in the blind child. Normal and deficient. London / San Diego, 1983.
- Child language disorders in a cross-linguistic perspective. Proceedings of the fourth symposium of the European Group on child language disorders. Amsterdam, 1997.
- Actualisatie 1997-2001 van "Méér dan een gebaar", rapport van de Commissie Nederlandse Gebarentaal. [Z.p.], 2001.
- Cross-linguistic perspectives in sign language research. Selected papers from TISLR 2000. Hamburg, 2003.
- Gebarentaalwetenschap. Een inleiding. Deventer, 2008.
- Sign language acquisition. Amsterdam [etc.], 2008.
- Linguistics. Chichester [etc.], 2012.
- Taal en taalwetenschap. Chichester, 2012.
- The linguistics of sign languages. An introduction. Amsterdam, 2016.